# Magdalena Pavlich Herrera
Rebeca Magdalena Pavlich Herrera (Tarma, 26 de diciembre de 1937) bióloga, micóloga y liquenóloga peruana. Estudió Biología en la Universidad Nacional Mayor de San Marcos, en 1972 hizo su doctorado en ciencias biológicas. Es investigadora en el área de Biología y jefa del laboratorio de cultivo de tejidos vegetales in vitro de la Universidad Peruana Cayetano Heredia. Ha trabajado en proyectos aprobados por el Consejo Nacional de Ciencia, Tecnología e Innovación Tecnológica (Concytec). Ha sido presidenta de la Asociación Latinoamericana de Micología (2014-2017) y Decana Nacional del Colegio de biólogos del Perú (2000-2002). Ha sido investigadora de Nivel I (2019-2022) del Registro Nacional Científico, Tecnológico y de Innovación Tecnológica (Renacyt). El Herbario "Magdalena Pavlich" de la Universidad Peruana Cayetano Heredia lleva su nombre en su honor. Es profesora en la Universidad Peruana Cayetano Heredia desde 1964 y de la Universidad Nacional Mayor de San Marcos.

## Publicaciones

### Artículos académicos
Nota: Esta es una lista de algunos trabajos científicos de la investigadora; para revisar el listado completo revise el perfil de la investigador en ResearchGate.
- Pavlich, M., Trutmann, P., Luque, A., López, E. 2019. Kañaris Fungi Guide 2019.[19]
- Pavlich, M., Trutmann, P., Luque, A., López, E. 2019. Una primera guia de hongos del bosque de Kañaris - A first guide to the fungi of the cloud forest of Kañaris.[20]
- Pavlich, M., Núñez-Zapata, J., Divakar, P., Huallparimachi, G., Vela, Z. 2015. Nuevos registros de la liquenobiota del Santuario Histórico de Machu Picchu, Perú.[21][22] Revista Peruana de Biologia. 22(3):323 doi 10.15381/rpb.v22i3.11438
- Pavlich, M., Luque, A., Trutmann, P. Encarnacion, M. 2014. The Diversity and Ecology of Macro-fungi in the Peruvian Andes: update 2012.[23]
- Pavlich, M., Rojas, C., Stephenson, S. 2011. New additions to the myxobiota of Peru.[24] mycosphere 2(5):583-892. doi 10.5943/mycosphere/2/5/8

## Taxones creados
Autora de:
- Sydowiellina bignoniacearum Bat. & M.P. Herrera, 1963
- Lasioloma heliotropicum Bat. & M.P. Herrera, 1964[25]
- Mazosia melanophthalma var. macrospora Bat. & M.P. Herrera, 1967[26]

- La abreviatura «M.P.Herrera» se emplea para indicar a Magdalena Pavlich Herrera como autoridad en la descripción y clasificación científica de los vegetales.[27]

## Reconocimientos
- Miembro honorable de la Academia de Ciencias del Perú[5]
- Vicepresidenta de la Red Mundial de científicos peruanos[5]
- Distinción honorífica "maestro de la ciencia amabilis del Perú" por la Universidad Nacional de Trujillo[5]
- Distinción honorífica "amauta amabilis de la ciencia del Perú" por la Universidad Nacional de San Antonio Abad del Cusco[5]
- Reconocimiento por su destacada labor profesional en ciencias biológicas por el Colegio de Biólogos del Perú[5]
- Profesora extraordinaria en investigación y emérita de la Universidad Peruana Cayetano Heredia[5]
- Herbario "Magdalena Pavlich" de la Universidad Peruana Cayetano Heredia[12][13][14][15]
- Presidenta de la Asociación Latinoamericana de Micología[11]